# ロストック (軽巡洋艦)

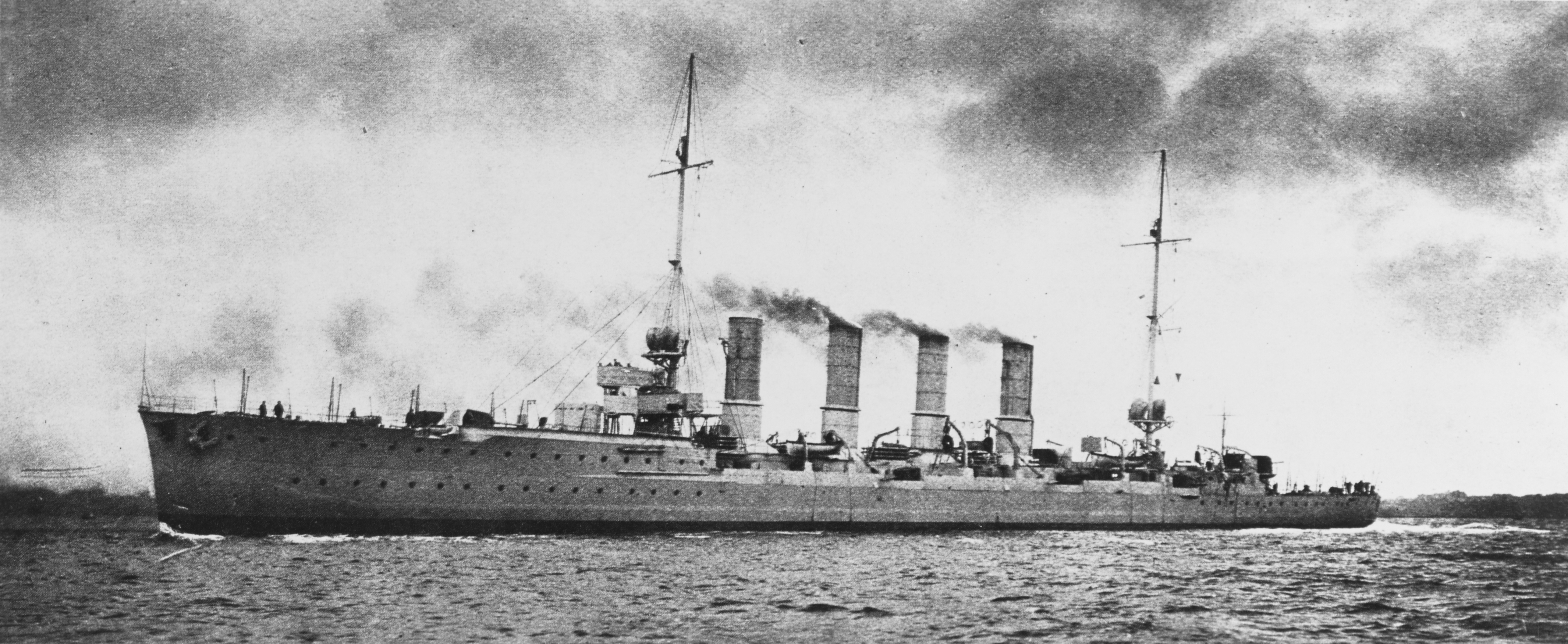
ロストック

ロストック (SMS Rostock) はドイツ海軍の巡洋艦。カールスルーエ級小型巡洋艦の1隻。第一次世界大戦のユトランド沖海戦で戦没。
ドイツの港湾都市ロストックにちなみ命名され、進水式では同市市長が「洗礼」を行っている。

## 艦歴
1911年起工。1912年11月12日進水。1914年2月5日就役。
就役後、水雷隊の指揮艦となる。1914年7月、ロストックは皇帝ヴィルヘルム2世の皇室ヨット ホーエンツォレルン (SMY Hohenzollern) の護衛を務めた。
1915年1月24日、ドッガーバンク付近で活動中であると知られていたイギリス軍部隊撃破に向かうフランツ・フォン・ヒッパー提督の巡洋艦部隊の支援部隊の1隻としてロストックも出撃した。ドイツ軍は5隻のイギリス巡洋戦艦と出会い、ドッガー・バンク海戦が発生した。この海戦でドイツの装甲巡洋艦ブリュッヒャーが沈没した。
ロストックは1916年のユトランド沖海戦にも参加した。6月1日、ロストックはイギリス駆逐艦アンバスケイドとコンタクトに攻撃された。2隻の駆逐艦は各1本ずつ魚雷を発射し、1本がロストックに命中した。命中した魚雷がどちらの駆逐艦が発射したものかは不明である。ロストックは魚雷のほかに、駆逐艦ブロークからと思われる4インチ砲弾3発が命中した。ロストックは駆逐艦S54を呼び寄せ、S54はロストックを曳航した。続いて、護衛のために派遣された駆逐艦V71とV73が加わった。
6月1日3時55分頃、ロストックなどはイギリス巡洋艦ダブリンと遭遇した。3隻の駆逐艦はロストックに横付けし、ロストック乗員を収容した。また煙幕も張られた。S54は約10分後にロストック乗員の乗せて離れた。V71とV73はロストックに3本の魚雷を打ち込み、ロストックは4時25分頃に沈んだ。戦闘中にロストック乗員は14人が死亡し6人が負傷した。